# Giora Epstein
Giora "Hawkeye" Epstein (Nageb, 20 de maio de 1938 – Ramat Hasharon, 19 de julho de 2025) foi um piloto aposentado da Força Aérea de Israel.

## Carreira
O Brigadeiro General Giora Epstein abateu 17 aeronaves a jacto, nove MiG-21, um MiG-17, quatro Su-7, dois Su-20 e um helicóptero Mi-8.

Giora foi protagonista de uma das maiores façanhas aéreas, participando de uma batalha em que enfrentou sozinho onze caças MiG-21, tendo abatido quatro deles, e um anteriormente, enquanto em formação com outros três caças isralenses, sendo o total de cinco aeronaves derrubadas somente num único dia. Em outra guerra, Giora também derrubou três MiG-21 num único dia.
Epstein era um ás da aviação, tendo algumas características incomuns, pois enxergava melhor que os radares da época. Sua visão detectava aeronaves a 39 km de distância, enquanto a maioria dos pilotos os enxergavam a 15 km ou no máximo 18 km.